# 纤茎阔蕊兰
纤茎阔蕊兰（学名：Peristylus mannii）为兰科阔蕊兰属下的一个种。

## 扩展阅读
- 維基物種上的相關：纤茎阔蕊兰